# Монлор, Ивонн
Ивонн-Тереза-Мари-Камиль Беда де Монлор (фр. Yvonne-Thérèse-Marie-Camille Bédat de Monlaur; 15 декабря 1935, По — 18 апреля 2017[…], Нёйи-сюр-Сен), более известная как Ивонн Монлор (фр. Yvonne Monlaur) — французская киноактриса 1950-х — 1960-х годов, наиболее известная по ролям в фильмах ужасов киностудии Hammer Film.

## Биография
Монлор родилась в По. Её отец, Пьер Беда де Монлор, был поэтом, происходившим из знатной французской семьи д'Эскубес де Монлор; её мать была балериной. В детстве она занималась балетом, а подростком была фотомоделью.
Монлор снялась в итальянском фильме 1958 года «Три незнакомца в Риме», который был одним из первых фильмов Клаудии Кардинале, а в 1960 году — в фильме ужасов «Цирк ужасов» вместе с такими известными актёрами британского кино, как Антон Диффринг и Дональд Плезенс. В 1960 году она также снялась в фильме ужасов киностудии Hammer Film «Невесты Дракулы» вместе с другими известными британскими актёрами того времени Питером Кушингом и Фредой Джексон, а также в фильме «Ужас щипцов» (1961) с Кристофером Ли.
Монлор пробовалась на роль Домино Дерваль в фильме о Джеймсе Бонде 1965 года «Шаровая молния». Роль в конечном итоге досталась другой французской актрисе, Клодин Оже.
После работы над рядом немецких и итальянских фильмов Монлор покинула киноиндустрию и вернулась в Париж. Она посетила несколько киноконференций, на которых отдавала дань уважения её работе над фильмами студии Hammer films.
Монлор умерла в Нёйи-сюр-Сен 18 апреля 2017 года в возрасте 81 года, у неё остался единственный сын Алексис.